# كامي لوغان
كامي لوغان (بالإنجليزية: Cammy Logan)‏ هو لاعب كرة قدم بريطاني في مركز الدفاع، ولد في 28 يناير 2002. لعب مع هارت أوف ميدلوثيان.